# Cyprinodon radiosus
Cyprinodon radiosus là một loài cá thuộc họ Cyprinodontidae. Nó là loài đặc hữu của Hoa Kỳ.

#### Các loài Cyprinodon địa phương khác
- Death Valley pupfish, Salt Creek pupfish Cyprinodon salinus
- Shoshone Pupfish, Cyprinodon nevadensis shoshone
- Tecopa Pupfish, Cyprinodon nevadensis calidae (extinct)
- Devil's Hole pupfish Cyprinodon diabolis
- Desert pupfish Cyprinodon macularius
- Owens pupfish Cyprinodon radiosus

#### Index
- Thể loại: Cyprinodon (Pupfish)